# スコットランド国民党
スコットランド国民党/スコットランド民族党（スコットランドこくみんとう/スコットランドみんぞくとう、英語: Scottish National Party (SNP), スコットランド・ゲール語：Partaidh Naiseanta na h-Alba，スコットランド語：Scottis Naitional Pairtie）は、グレートブリテン島北部と周囲の島々で構成されるスコットランドの地域政党。政治的には社会主義（社会民主主義）を基調としており、同時にスコットランド独立運動を掲げる地方主義政党でもある。
「スコットランド民族党」とする日本語訳については、排他的な民族主義政党との印象を与えるとして批判的な意見もあるが、実際にスコットランド人の民族主義を重要な支持基盤にしている部分もある。日本のメディアでは読売新聞、産経新聞、時事通信、NHKなど主要メディアの多くが民族党の名称を使用している。なお、毎日新聞は当初国民党の名称を使用していたが、近年は他社に倣って民族党としている。

## 党史
伝統的なイギリス（連合王国）体制下、及びその遠因となったイングランド人勢力の統治に対するスコットランド民族の自治・独立運動は古くから存在した（スコットランド独立戦争等を参照）が、議会制度に基いた政治運動としては同党の結党によって始まった。1934年、スコットランド国民党/民族党（SNP）はスコットランド国家党 (National Party of Scotland) とスコットランド党 (Scottish Party) の合流によって結党された。
一貫して反英主義運動を進め、成立から間もなく勃発した第二次世界大戦ではイギリス政府への反政府運動・徴兵拒否運動を指導した。SNPは利敵行為を働いたとして政府の弾圧を受け、第4代党首ダグラス・ヤングらも英軍への参加を拒否して拘束された。大戦終結直後の1945年、マザーウェル選挙区での自治議席にロバート・マッキンタイア（後に第6代党首）が補欠当選して政界進出を果たした。続く総選挙では議席を失うが、それからも地道に政党組織の拡大が図られた。
同党の躍進は1967年イギリス議会選挙におけるウィニー・ユーイング議員の当選によって本格化した。冷戦下で連合王国の分離を主張する政党が再び議席を獲得したことは危機感を集め、王立審議会が開催されるなど大きな注目を集めた。年月を重ねるごとに政治基盤を整え、スコットランド人の民族主義運動を象徴する組織として確固たる地位を築き上げた。1970年代から90年代前半までの同党の政治活動は地方自治体への進出と、連合議会に独立派議員を送り込むことが主眼であった。
1999年、スコットランド出身の連合王国政府首相であるトニー・ブレアは、自らが進める地方分権政策の仕上げとして、1707年の合同法による解散から数百年以来となるスコットランド議会の復活をイギリス議会に承認させた。併せて、スコットランド地方政府・スコットランド議会に対する大幅な自治権を認めるスコットランド法が、住民投票を経て成立した。SNPは独立議会でも存在感を示し、2007年の選挙では議会第一党に躍進した。さらに2011年の選挙では地滑り的大勝利を収め、単独過半数までわずか数議席という大勢力へと成長した。党首アレックス・サモンドが自治政府首相に選出され、幾つかの少数与党との連立政権を作り上げた。
議会再開以来、地方政府は同規模の政党による複雑な勢力バランスの上で成り立ったが、2011年からは明確にSNPを主軸にした政権となった。中央政府に対する働きかけも継続され、現在連合王国議会においてはスコットランド選挙区から6名の議員団を送り込んでいる。他に欧州議会に2議席を持ち、地方主義運動の連合体である欧州自由同盟に加盟している。またスコットランド地方の自治体において、幅広い勢力圏を作り上げている。
2014年9月、スコットランド自治政府は、SNPが公約に掲げていた独立住民投票を実施した。開票結果は僅差で独立反対派が勝利して、サモンドが首相および党首の辞任を表明したが、独立賛成票も44.7%に達したことからスコットランド独立運動への賛成論が高まっていることが浮き彫りになった。後任には女性政治家でスコットランド議会議員のニコラ・スタージョンが就任した。
2015年5月のイギリス議会選挙において、スコットランド選挙区に割り振られた59議席の大半である56議席を得るという結党以来の躍進を果たした。それまでスコットランド自治議会や地方自治体選挙での活躍が中心であったため、イギリス議会議席は6議席に留まっていたが、50議席を新たに獲得したことで、以後は第3党として中央政界でも存在感を発揮すると見られている。

## 組織

### 概要

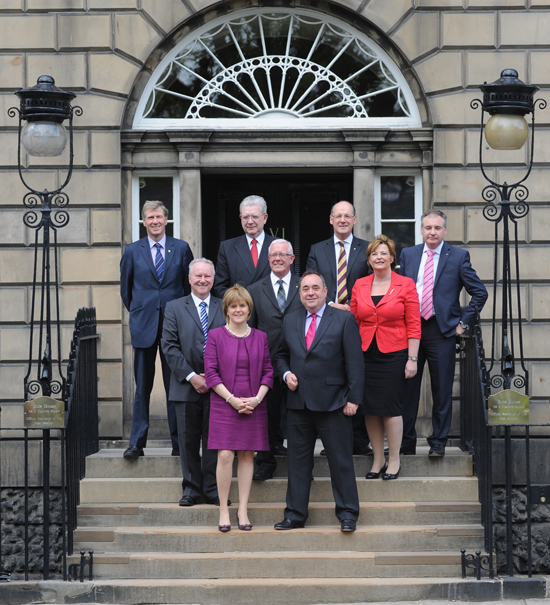
2011年に発足したスコットランド自治政府の第二次SNP政権

スコットランド各地方に設置された党支部によって構成され、同じ選挙区内の支部同士で選挙区組合を組織している。さらに、選挙区組合の上部機関として8つの地方評議会が設置されており、所属する各党支部と各選挙区組合から評議員が選出されている。党の全体方針は毎年開催される党大会や定期的に行われる運営委員会・全国協議会などによって討議、決定されている。最終的な決定権を持つ党執行部は定員6名の全国執行委員会に運営権限が与えられている。
党内には一般党員の組織とは別に学生組織・青少年組織も存在し、それぞれ若きスコットランド人（青年団）、スコットランド民族主義学生団（学生団）と呼ばれる。スコットランド民族主義学生団はSNPの影響下に置かれつつも、独自の運営方針を持つことが許可されている。他に関連団体としてスコットランド労働運動・SNP連合（労働者団体）、機関紙『スコッツ・インディペンデント』などが存在する。
党員数は2004年時点で9450名であったのが、2008年には15097名に急増、2010年に選挙委員会へ提出された報告書によれば党員数は同年時点で16232名に達している。2014年の独立投票を経た2015年には11万5000名にまで急増している。

### 党指導部

#### 党首
| - 第1代：アレグザンダー・マキュアン（1934年 - 1936年） - 第2代：アンドルー・ギブ（1936年 - 1940年） - 第3代：ウィリアム・パワー（1940年 - 1942年） - 第4代：ダグラス・ヤング（1942年 - 1945年） - 第5代：ブルース・ワトソン（1945年 - 1947年） - 第6代：ロバート・マッキンタイア（1947年 - 1956年） - 第7代：ジェームズ・ハリデイ（1956年 - 1960年） - 第8代：アーサー・ドナルドソン（1960年 - 1969年） | - 第9代：ウィリアム・ウォルフ（1969年 - 1979年） - 第10代：ゴードン・ウィルソン（1979年 - 1990年） - 第11代：アレックス・サモンド（1990年 - 2000年） - 第12代：ジョン・スウィニー（2000年 - 2004年） - 第13代：アレックス・サモンド (2004年 - 2014年） - 第14代：ニコラ・スタージョン (2014年 - 2023年） - 第15代：ハムザ・ユーサフ（2023年 - 2024年） - 第16代：ジョン・スウィニー（2024年 - ） |

#### 党顧問
| - 第1代：ロバート・グラハム（1934年 - 1936年） - 第2代：ロランド・ミューアヘッド（1936年 - 1950年） - 第3代：トム・ギブソン（1950年 - 1958年） - 第4代：ロバート・マッキンタイア（1958年 - 1980年） | - 第5代：ウィリアム・ウォルフ（1980年 - 1982年） - 第6代：ドナルド・ステュアート（1982年 - 1987年） - 第7代：ウィニー・ユーイング（1987年 - 2005年） - 第8代：イアン・ハッジトン（2005年 - ） |

#### スコットランド議会議員団代表
| - 第1代：アレックス・サモンド（1999年 - 2000年） - 第2代：ジョン・スウィニー（2000年 - 2004年） | - 第3代：ニコラ・スタージョン（2004年 - 2007年） - 第4代：アレックス・サモンド（2007年 - ） |

#### ウェストミンスター議会議員団代表
| - 第1代：ドナルド・ステュアート（1974年 - 1987年） - 第2代：マーガレット・ユーイング（1987年 - 1999年） - 第3代：アラスデア・モーガン（1999年 - 2001年） | - 第4代：アレックス・サモンド（2001年 - 2007年） - 第5代：アンガス・ロバートソン（2007年 - ） |

### 得票率
| 参加選挙                       | 得票率（％） | 獲得議席 | 付記 |
| ------------------------------ | ------------ | -------- | ---- |
| 1929年連合王国総選挙           | 0.2 / 100    | 議席なし |      |
| 1931年連合王国総選挙           | 1.0 / 100    | 議席なし |      |
| 1935年連合王国総選挙           | 1.1 / 100    | 議席なし |      |
| 1945年連合王国総選挙           | 1.2 / 100    | 議席なし |      |
| 1950年連合王国議会総選挙       | 0.4 / 100    | 議席なし |      |
| 1951年連合王国議会総選挙       | 0.3 / 100    | 議席なし |      |
| 1955年連合王国議会総選挙       | 0.5 / 100    | 議席なし |      |
| 1959年連合王国議会総選挙       | 0.8 / 100    | 議席なし |      |
| 1964年連合王国議会総選挙       | 2.4 / 100    | 議席なし |      |
| 1966年連合王国議会総選挙       | 5.0 / 100    | 議席なし |      |
| 1970年連合王国議会総選挙       | 11.4 / 100   | 1議席    |      |
| 1974年2月連合王国総選挙        | 21.9 / 100   | 7議席    |      |
| 1974年10月連合王国総選挙       | 30.4 / 100   | 11議席   |      |
| 1974年連合王国地方選挙         | 12.6 / 100   | 18議席   |      |
| 1974年連合王国地域選挙         | 12.4 / 100   | 62議席   |      |
| 1977年連合王国地域選挙         | 24.2 / 100   | 170議席  |      |
| 1978年連合王国地方選挙         | 20.9 / 100   | 18議席   |      |
| 1979年連合王国総選挙           | 17.3 / 100   | 2議席    |      |
| 1979年欧州議会選挙             | 19.4 / 100   | 1議席    |      |
| 1980年連合王国地方選挙         | 15.5 / 100   | 54議席   |      |
| 1982年連合王国地域選挙         | 13.4 / 100   | 23議席   |      |
| 1983年連合王国総選挙           | 11.7 / 100   | 2議席    |      |
| 1984年連合王国地域選挙         | 11.7 / 100   | 59議席   |      |
| 1984年欧州議会選挙             | 17.8 / 100   | 1議席    |      |
| 1986年連合王国地方選挙         | 18.2 / 100   | 36議席   |      |
| 1987年連合王国総選挙           | 14.0 / 100   | 3議席    |      |
| 1988年連合王国地域選挙         | 21.3 / 100   | 113議席  |      |
| 1989年欧州議会選挙             | 25.6 / 100   | 1議席    |      |
| 1990年連合王国地方選挙         | 21.8 / 100   | 42議席   |      |
| 1992年連合王国総選挙           | 21.5 / 100   | 3議席    |      |
| 1992年連合王国地域選挙         | 24.3 / 100   | 150議席  |      |
| 1994年欧州議会選挙             | 32.6 / 100   | 2議席    |      |
| 1994年連合王国地域選挙         | 26.8 / 100   | 73議席   |      |
| 1995年カウンシルエリア自治選挙 | 26.1 / 100   | 181議席  |      |
| 1997年連合王国総選挙           | 22.1 / 100   | 6議席    |      |
| 1999年スコットランド議会選挙   | 28.7 / 100   | 35議席   |      |
| 1999年連合王国統一地方選挙     | 28.9 / 100   | 201議席  |      |
| 1999年欧州議会選挙             | 27.2 / 100   | 2議席    |      |
| 2001年連合王国総選挙           | 20.1 / 100   | 5議席    |      |
| 2003年スコットランド議会選挙   | 23.8 / 100   | 27議席   |      |
| 2003年カウンシルエリア自治選挙 | 24.1 / 100   | 181議席  |      |
| 2004年欧州議会選挙             | 19.7 / 100   | 2議席    |      |
| 2005年連合王国総選挙           | 17.7 / 100   | 6議席    |      |
| 2007年スコットランド議会選挙   | 32.9 / 100   | 47議席   |      |
| 2007年カウンシルエリア自治選挙 | 29.7 / 100   | 363議席  |      |
| 2009年欧州議会選挙             | 29.1 / 100   | 2議席    |      |
| 2010年連合王国総選挙           | 19.9 / 100   | 6議席    |      |
| 2011年スコットランド議会選挙   | 45.4 / 100   | 69議席   |      |
| 2015年連合王国総選挙           | 4.7 / 100    | 56議席   |      |
| 2016年スコットランド議会選挙   | 46.5 / 100   | 63議席   |      |
| 2017年連合王国総選挙           | 3.04 / 100   | 35議席   |      |
| 2019年連合王国総選挙           | 3.9 / 100    | 48議席   |      |

## 政策

### 基本路線

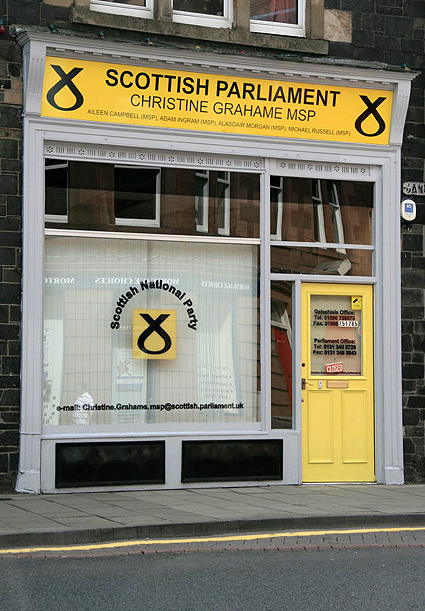
SNPのロゴが用いられた建物

SNPの政策はおおむね、ヨーロッパにおける社会民主主義に基いた政治運動の方針を踏襲している。具体的には核軍縮運動、個人課税に対する革新的姿勢、貧困層への福祉政策、教育費用の公的負担制度、労働賃金の引き上げなどを掲げている。外交についてはスコットランドの独立を掲げ、かつ独立後の方針として欧州連合加盟とユーロ導入を目指すが、NATO参加については慎重論を示している。
独立後の政体については英政府との外交関係も睨んで、独立後も当面は英連邦に残留する意思を示しているが、将来的な完全独立も否定していない。その場合、社会主義的観点から共和制採用を望む動きも強いが、スコットランド王国という伝統的な枠組みの維持を望む王党派も一定の影響力を有している。ただし王党派内でも、スコットランド王位の継承権については議論がある。
2009年、自治政府を指導する立場となったSNPは、スコットランド議会で国民投票の制度整備を開始させ、独立に向けた法整備を具体化させた。同党は国民投票制度の2010年11月成立を目指したが、議会審議では野党連合の強い反対運動が起きた（en:Scottish independence referendum, 2014）。

### イデオロギー
最初期のSNPにおける政治的イデオロギーは、民族主義などを除いて明確に定義されていなかったが、1960年代から全体方針が決定された。方針決定の場として設定された全国党大会において、党内での主流派であった社会民主主義に基いた決定が重ねられた。党大会での動きは社会民主主義を党の中心的イデオロギーとする方向性を段階的に承認することを意味した。また、同時代に党首・党顧問を務めていたウィリアム・ウォルフも積極的にこの流れを支持し、SNPが民族主義と社会民主主義を掲げる政党となるのに決定的な役割を果たした。ウォルフは労働・福祉問題に関心の深い民衆から支持を集め、かつ共和派的ながらユニオニスト（en, 連合王国支持派、英連邦支持派、ロイヤリスト）であったスコットランド労働党を独立運動を後退させる存在と考え、これに対抗するために中道左派路線が適当であると考えていた。
SNPは社会主義的なアプローチを駆使して民族主義勢力の拡大を図った。労働組合を支持する体制を作り、アッパー・クライド造船所の雇用問題など様々な労働運動を積極的に支援した。ウォルフ体制下の党指導部で進められた党の社会主義化は一時的な党内対立を生んだ。SNPは伝統的にロイヤリスト・ユニオニストの保守派政党であるスコットランド保守党の支持層から浸透してきた歴史があり、社会主義化は労働党支持層を得る代わりに長老層の党員に不安感を与えていた。
1980年代以降、SNPは人頭税に対するキャンペーンなどを通じて社会主義路線を強化し続け、明白かつ中道的な左派政党としての体制を確立した。だが、党内闘争を経て長老層を押さえ込んだ党内左派の間でも、さらなる改革を望む改革派 (79 Group) と現状維持派に分かれた対立が生じた。また独立運動・民族主義運動を巡るグラジュアリスト（en, 漸進主義者、段階的独立論）と（ファンダメンタリスト（en, 根本主義者、即時独立論）の構図も党内対立を複雑化させた。改革派の多くは独立論についてグラジュアリスト的であったが、党内右派の潮流も段階的独立論を支持していた。改革派内のグラジュアリストは独立問題と内政問題の齟齬に苦悩することとなった。またネオ・ファンダメンタリストと呼称される勢力も現れたが、彼らはスコットランド共和労働党を前身とするスコットランド労働党（en：イギリス労働党の分派団体としてのスコットランド労働党とは無関係）が中心であった。彼らは後に独自活動に行き詰まり、1988年に党首ジム・シラーズがSNPに合流している。
最終的にSNPは明確に社会民主主義が基本方針であることを宣言する一方、より急進的であった改革派に対する除名処分を行った。改革派はスコットランド民族運動（CNS）を結党して分派行動を続け、後にSNPと和解して合流している。合流後の改革派は党内で強い影響力を確立しており、第13代党首及びスコットランド自治政府首相を務めたアレックス・サモンドも改革派出身である。
他党との関係では、特に同じイギリス内で独立問題を抱えるウェールズのプライド・カムリと友党関係を結び、議会選挙で選挙連合を結成した経験もある。欧州議会においても、共に地方主義政党の会派である欧州自由同盟に加盟している。

## 論争

### 反英主義
独立については先述の通り、即時独立は求めないものの、民族主義の観点から最終目標とされている点に変わりはない。基本的にSNPが反英主義（反イングランド、反連合王国、反連邦）であることはたびたび指摘されている。
2000年、親連邦派のイギリス労働党はスコットランドSNPの議員2名が2006年においてワールドカップ開催でイギリスと候補地を争っていたドイツでの開催を支持する妨害行為を行い、「反英主義者」「（ワールドカップを政治利用するSNPについて）恥を知るべき」と激しい批判を展開した。SNPは「単にドイツの誘致宣伝サイトに広告を出しただけのことで、無分別な中傷である」と反論した。
イギリス労働党のジョージ・フォークス議員、及びイギリス自由党のジェイミー・ストーン議員はSNPをゼノフォビア（排外主義者）と中傷し、後に謝罪した。SNPのイアン・マッキー議員は、党に対する反英主義や排外主義者という批判は中傷でしかないと反論している。

### 政治献金
SNPはスコットランドの民族主義者で、運輸関連企業を運営する資産家ブライアン・ソーターから50万ポンドの政治献金を受け取ったとして批判された。2007年4月、SNPは疑惑を否定したが、予定されていた交通網関連の政策については撤回した。政治献金と公共事業に関する政策の関連性は告発には至らなかったが、SNPの汚職疑惑として取り沙汰された。ソーターは続けて12万5000ポンドをSNPに寄付しており、これは同党への個人献金としては最大となる。ソーターが経営する運輸会社の政府補助金に絡む政治的働きかけの可能性が指摘されている。既に補助金自体はSNP政権以前から支払われていた。

### 国民投票における公的資金投入
SNP代表のニコラ・スタージョンによれば、2016年6月に行われるイギリスの欧州連合離脱是非を問う国民投票に関して、SNPの閣僚らは有権者の税金と公務員を使ってEU残留のキャンペーンを張る計画だという。スタージョンのスポークスマンは、（SNPが）親EUの論文を作成しEU残留派を擁護するための議論に使うと発表した。2014年スコットランド独立住民投票でも130万ポンドの公的資金を投入して、スコットランド独立のメリットを説くための649ページの論文を作成した。その論文ではスコットランド独立の利点が示されているが、その主張が疑わしく根拠も不十分であると批判されていた。
イギリス独立党の欧州議会議員であるデイヴィッド・コバーン（David Coburn）は「SNPが税金を使って有権者にEU残留するよう説得するのはおぞましいことだ」と述べた。
一方でSNPの元代表アレックス・サモンドの元恩師ジム・シラーズ（Jim Sillars）は、SNPにEU離脱の投票をするよう呼びかけている。スコットランド独立のための2回目の住民投票を行いたいからである。シラーズは "The Logical Case" と題した13ページのパンフレットを作り、英国がEUを離脱することでスコットランドが独立するための（刑法や漁業領域などの）案件が与えられると論じた。